# Misumenops pascalis
Misumenops pascalis là một loài nhện trong họ Thomisidae.
Loài này thuộc chi Misumenops. Misumenops pascalis được Octavius Pickard-Cambridge miêu tả năm 1891.